# Diocesi di Ipameri
La diocesi di Ipameri (in latino: Dioecesis Ipameriensis) è una sede della Chiesa cattolica in Brasile suffraganea dell'arcidiocesi di Goiânia. Nel 2021 contava 337.260 battezzati su 361.000 abitanti. È retta dal vescovo José Francisco Rodrigues do Rêgo.

## Territorio
La diocesi comprende 19 comuni nella parte orientale dello stato brasiliano di Goiás: Ipameri, Anhangüera, Caldas Novas, Campo Alegre de Goiás, Catalão, Corumbaíba, Cumari, Davinópolis, Goiandira, Marzagão, Nova Aurora, Orizona, Ouvidor, Palmelo, Pires do Rio, Rio Quente, Santa Cruz de Goiás, Três Ranchos e Urutaí.
Sede vescovile è la città di Ipameri, dove si trova la cattedrale dello Spirito Santo.
Il territorio si estende su una superficie di 22.947 km² ed è suddiviso in 19 parrocchie, raggruppate in 5 regioni pastorali.

## Storia
La diocesi è stata eretta l'11 ottobre 1966 con la bolla De animarum utilitate di papa Paolo VI, ricavandone il territorio dall'arcidiocesi di Goiânia.
Il 29 marzo 1989 ha ceduto una porzione del suo territorio a vantaggio dell'erezione della diocesi di Luziânia.

## Cronotassi dei vescovi
Si omettono i periodi di sede vacante non superiori ai 2 anni o non storicamente accertati.
- Gilberto Pereira Lopes (3 novembre 1966 - 19 dicembre 1975 nominato arcivescovo coadiutore di Campinas[2])
- Antônio Ribeiro de Oliveira † (19 dicembre 1975 - 23 ottobre 1985 nominato arcivescovo di Goiânia)
- Tarcísio Sebastião Batista Lopes, O.F.M.Cap. † (19 dicembre 1986 - 29 luglio 1998 dimesso)
- Guilherme Antônio Werlang, M.S.F. (19 maggio 1999 - 7 febbraio 2018 nominato vescovo di Lages)
- José Francisco Rodrigues do Rêgo, dal 15 maggio 2019

## Statistiche
La diocesi nel 2021 su una popolazione di 361.000 persone contava 337.260 battezzati, corrispondenti al 93,4% del totale.
| anno | popolazione | popolazione | popolazione | presbiteri | presbiteri | presbiteri | presbiteri                | diaconi | religiosi | religiosi | parrocchie |
| anno | battezzati  | totale      | %           | numero     | secolari   | regolari   | battezzati per presbitero | diaconi | uomini    | donne     | parrocchie |
| ---- | ----------- | ----------- | ----------- | ---------- | ---------- | ---------- | ------------------------- | ------- | --------- | --------- | ---------- |
| 1966 | ?           | 164.790     | ?           | 15         | 4          | 11         | ?                         |         |           |           | 10         |
| 1970 | ?           | 200.000     | ?           | 19         | 5          | 14         | ?                         |         | 15        | 47        | 12         |
| 1976 | 149.000     | 168.000     | 88,7        | 17         | 10         | 7          | 8.764                     |         | 8         | 45        | 12         |
| 1977 | 164.000     | 182.000     | 90,1        | 21         | 9          | 12         | 7.809                     |         | 12        | 52        | 12         |
| 1990 | 170.000     | 200.000     | 85,0        | 21         | 15         | 6          | 8.095                     |         | 6         | 50        | 14         |
| 1999 | 202.000     | 245.800     | 82,2        | 13         | 9          | 4          | 15.538                    |         | 5         | 51        | 13         |
| 2000 | 228.274     | 272.820     | 83,7        | 19         | 13         | 6          | 12.014                    |         | 8         | 50        | 13         |
| 2001 | 213.021     | 250.590     | 85,0        | 26         | 14         | 12         | 8.193                     |         | 14        | 50        | 13         |
| 2002 | 260.378     | 280.730     | 92,8        | 26         | 15         | 11         | 10.014                    |         | 12        | 54        | 14         |
| 2003 | 287.772     | 345.535     | 83,3        | 25         | 16         | 9          | 11.510                    | 1       | 12        | 54        | 14         |
| 2004 | 216.252     | 270.315     | 80,0        | 26         | 15         | 11         | 8.317                     | 1       | 14        | 56        | 14         |
| 2006 | 214.000     | 285.000     | 75,1        | 17         | 15         | 2          | 12.588                    | 1       | 7         | 59        | 15         |
| 2013 | 284.000     | 305.000     | 93,1        | 31         | 14         | 17         | 9.161                     |         | 20        | 47        | 16         |
| 2016 | 299.000     | 320.000     | 93,4        | 33         | 17         | 16         | 9.060                     |         | 21        | 45        | 17         |
| 2019 | 332.000     | 355.380     | 93,4        | 33         | 16         | 17         | 10.060                    | 1       | 19        | 42        | 22         |
| 2021 | 337.260     | 361.000     | 93,4        | 15         | 14         | 1          | 22.484                    | 1       | 2         | 35        | 19         |